# Hostitelská specificita
Hostitelská specificita je rozmezí druhů, které je parazit schopen využívat jako své hostitele. Druhy parazitů s natolik vysokou hostitelskou specificitou, že cizopasí jen na jednom hostitelském druhu, se nazývají oioxenní (nebo také monoxenní). Pokud je parazit schopen cizopasit na několika fylogeneticky příbuzných druzích, je stenoxenní. Paraziti, kteří napadají více vzájemně nepříbuzných druhů, mají velmi nízkou hostitelskou specificitu a označují se jako euryxenní.
Ke zvýšení hostitelské specificity u parazitického druhu dochází tehdy, když se příliš specializuje na život na či v těle určitého hostitelského druhu (či okruhu druhů). Tím sice dojde k zefektivnění parazitace na daném druhu či druzích, zároveň ale parazit ztrácí schopnost cizopasit na jiných druzích, na jejichž stavbu těla a obranné mechanismy není specializován.